# Südtiroler Jugendring

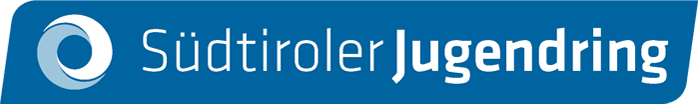
Logo des Südtiroler Jugendrings

Der Südtiroler Jugendring (SJR) ist eine Arbeits- und Aktionsgemeinschaft der Kinder- und Jugendorganisationen Südtirols. Er setzt sich für die Interessen der Mitgliedsverbände ein und wirkt als Sprachrohr für die Kinder und Jugendlichen der Provinz. Die Gründung erfolgte 1977. Der Sitz ist Bozen.

## Mitgliedsverbände
Im Südtiroler Jugendring sind folgende 14 Organisationen Mitglied:
- Alpenvereinsjugend Südtirol, die Jugendorganisation des Alpenverein Südtirol
- Junge Generation in der SVP (JG)
- Katholische Jungschar Südtirols (KJS)
- Kolpingjugend
- Südtiroler Bauernjugend (SBJ)
- Südtiroler Katholische Jugend (SKJ)
- Südtiroler Pfadfinder (SP)
- Südtiroler Jungschützen
- Verein für Kinderspielplätze & Erholung (VKE)
- Weißkreuzjugend, die Jugendorganisation des Landesrettungsverein Weißes Kreuz
- Verein Animativa – Verein zur Förderung der Zirkuskunst
- Junge Grünen (nur mit Beobachterstatus)
- KVW-Live (nur mit Beobachterstatus)
- ASGB-Jugend (nur mit Beobachterstatus)

## Aktivität
Der Südtiroler Jugendring bietet Information und Beratung, gibt Hilfestellungen, arbeitet bei Projekten mit, ermöglicht internationale Kontakte und führt Aktionen und Initiativen durch. Seine Bereiche sind: Beratung und Vernetzung, Ehrenamt, Internationale Jugendarbeit, Partizipation, Qualitätsentwicklung, Aus- und Weiterbildung, Interessenvertretung, politische Bildung und Jugendpolitik.
Der SJR betreibt außerdem die Informations- und Beratungsstelle Young+direct für Kinder und Jugendliche. Sie bietet in Bozen anonym und zweisprachig ihre Dienste für alle Fragen, Sorgen und Probleme der Jugendlichen ganz Südtirols an. Diese haben dadurch die Möglichkeit, anonym und unkompliziert Gesprächspartner zu finden.
Die Organisation ist Mitglied der Jugend Europäischer Volksgruppen (JEV).